# Збірна Південної Африки з регбі
Збірна Південної Африки з регбі, відома також під назвою Спрінгбокс (англ. Springboks) — одна з найсильніших регбійних збірних планети, чотириразовий чемпіон світу, станом на  2023 рік чинний володар Кубка світу. 
У Південній Африці регбі — національний вид спорту білого населення, хоча після скасування апартеїду його популярність серед темношкірих південноафриканців зростає. Збірна Південної Африки впродовж усього періоду свого існування вела запеклу суперечку за звання найкращих зі збірною Нової Зеландії.
Команда грає в зелено-золотистих футболках, а її емблемами є антилопа спрингбок та національна квітка Південної Африки протея. Завдяки емблемі регбістів збірної Південної Африки називають спрінгбокс або бокс (відповідні назви мовою африкаанс — спрінгбокке або бокке).

## Історія
Регбі в Південну Африку завезли британські колоністи в другій половині 19 ст. Спочатку гра була поширена тільки в західній частині країни, де основним населенням були переселенці з Британії, але згодом нею зацікавилися також молоді бурські фермери, і в 1883 році була утворена перша бурська команда. 
Свій перший міжнародний матч збірна Південної Африки провела в 1891 проти збірної Британських островів, що здійснювала турне колоніями. На той час південноафриканці тільки вчилися грати, й британці здобули перемогу й загалом виграли всі матчі турне. Хоча регбі в Південній Африці розвивалося швидко, під час наступного турне британців у 1896 вони теж виграли більшість матчів, але в фінальному тест-матчі Південна Африка здобула свою першу перемогу. Саме тоді команда вперше одягнула зелені футболки, позичені в клубу «Оулд Дайосізанс». Турне британської команди викликали великий інтерес у країні, й популярність регбі зростала. 
Інтерес до регбі був настільки значним, що під час англо-бурської війни у 1902 англійці та бури навіть встановили перемир'я, щоб зіграти між собою у регбі. У 1903 гості з Британії вперше програли турне. Перші два з трьох тест-матчів завершилися внічию, а останній Південна Африка виграла 8-0. 
Збірна Південної Африки поїхала в турне у Британію та Францію в 1906 році. Вона зіграла 29 ігор, включаючи чотири тест-матчі проти британських команд. Англія зуміла зіграти внічию, а єдиної поразки південноафриканці зазнали від Шотландії. Під час цього турне південноафриканці вперше використали свою емблему — зображення антилопи спрінгбок. Газети відгукнулися, називаючи регбістів «de springbokken», відтоді за командою затвердилася її неформальна назва. 
Збірна Південної Африки перепливла через канал і зустрілася із другим складом збірної Франції, оскільки основний склад грав тоді в Британії. Спрінгбокс здобули впевнену перемогу 56-6.
У 1910 році британські візитери зібрали в свою команду представників усіх націй Британських островів. Але ця команда змогла виграти тільки один із трьох тест-матчів. 
У своєму другому турне у Британію в 1912-13 роках Південна Африка вперше виграла усі чотири матчі. Таке досягнення в регбі називають великим шоломом. Крім того переможена була й Франція. 

### Міжвоєнний період
До Першої світової війни збірна Південної Африки та збірна Нової Зеландії встановили свою репутацію найсильніших у світі. У 1921 Південна Африка відправилася в турне Новою Зеландією й Австралією, розрекламоване, як світовий чемпіонат регбі. All Blacks виграли перший тест-матч, Спрінгбокс — другий, а третій завершився при жахливих погодних умовах нульовою нічиєю. 
У 1924 візитери з Британії програли всі чотири тест-матчі Південній Африці, але це турне знаменне тим, що британці вперше використали тепер традиційну назву команди: Британські леви та, відповідно, емблему із зображенням лева. All Blacks вперше приїхали з турне в Південну Африку у 1928, і знову серія тест-матчів завершилася унічию — кожна зі збірних виграла два тест-матчі. 
Збірну Південної Африки зразка 1931-1932 років, яка вдруге виграла великий шолом і здолала Францію, не любили як в Європі, так і в самій Південній Африці за дуже прагматичний стиль гри. Команда ефективно використовувала вибивання м'яча для виграшу території. У 1937 Спрінгбокс здійснили ще одне турне Новою Зеландією, і вперше виграли серію тест-матчів із рахунком 2-1. У 1938 до Південної Африки приїхали Британські леви. Незважаючи на поразку від господарів у перших двох матчах, вони зуміли несподівано перемогти в третьому, що стало першою такою перемогою з 1910. 

### Післявоєнний період
У 1949 тренером збірної був призначений Дені Крейвен. Його перебування на посаді розпочалося із 10 перемог поспіль включно з розгромом Нової Зеландії 4-0 за результатами тест-матчів під час турне All Blacks Південною Африкою. Турне Європою 1951-1952 років принесло Спрінгбокс ще один великий шолом і перемогу над Францією. Загалом у цьому турне команда програла тільки одну гру із 31. 
Під час турне Левів 1955 року британці звели серію тест-матчів до нічиєї, а в 1956 Південна Африка вперше програла серію тест-матчів All Blacks. Коли в 1958 з турне до Південної Африки приїхала Франція, сподівання її гравців на успіх були мізерні — французи почували себе приреченими. Але перший матч завершився внічию 3-3, а потім Франція здобула свою першу перемогу над Спрінгбокс 9-3. 

### Шістдесяті
Навіть до встановлення апартеїду збірні інших країн утримувалися до включення небілих гравців при візитах до Південної Африки. Нова Зеландія не включала до складу своїх гравців-маорійців. До 60-х така практика не спричиняла особливого галасу, однак у 60-х піднялася хвиля міжнародного осуду. Турне All Blacks 1960 відбулося, незважаючи на кампанію «Нема маорі — нема туру», яку підтримали своїми підписами 150 тис. людей. Спрінбокс взяли тоді реванш за поразку 1956-го, вигравши два тест-матчі, програвши один при одній нічиїй. В тому ж році збірна Південної Африки поїхала в турне Європою, учетверте вигравши великий шолом, однак програли завершальну гру туру Барбаріанс 0-6. 
У 1962 Британські леви виграли 16 із 25 матчів турне, але програли Південній Африці всі три тест-матчі. У 1964 відбулося перше турне збірної Уельсу. Валійці програли єдиний тест-матч зі Спрінгбокс із рахунком 3-24. 1965 рік був для Південної Африки катастрофічним. У своєму турне команда програла Ірландії та Шотландії, потім двічі Австралії і тричі Новій Зеландії, вигравши в All Blacks тільки один раз. 
Турне збірної Нової Зеландії 1967 року було скасоване, оскільки уряд Південної Африки відмовився дати дозвіл на участь у іграх новозеландців-маорійців. У 1968 відбулося турне Британських левів, які виграли 15 із 16 матчів проти провінцій, але програли три тест-матчі, тільки один раз зігравши внічию. Під час турне Європою 1969 року, Південна Африка зустріла сильний опір. Вони програли Англії та Шотландії і зіграли внічию з Уельсом та Ірландією. Турне супроводжувалося демонстраціями проти апартеїду, чимало матчів проходили за колючим дротом. 

### Сімдесяті
Збірна Нової Зеландії здійснила турне Південною Африкою в 1970 після того, як уряд країни згодився надати маорійцям-регбістам і маорійцям-вболівальниками статус почесних білих. Спрінгбокс виграли серію тест-матчів 3-1. В Австралії, у 1971, Південна Африка виграла усі три тест-матчі, однак турне пройшло серед масових протестів проти апартеїду. Транспортні профспілки відмовилися перевозити команду, і тому цю функцію виконували військові. Заплановане на 1973 турне Новою Зеландією було відмінено прем'єр міністром країни з огляду на міркування громадської безпеки. 
Британські леви приїхали з турне в Південну Африку в 1974. Вони не програли жодного з 22 матчів, а серію тестів виграли 3-0 з однією нічиєю. Причиною такого успіху британців була брудна тактика «99». Британці вважали, що Спрінгбокс переважають їх за рахунок фізичної агресії і вирішили поквитатися. За командою «99» всі гравці Левів повинні були напасти на найближчого гравця супротивника. Розрахунок був на те, що суддя не вилучить усю команду. Результатом такої тактики стали одні з найбрудніших ігор в історії регбі. 
Турне Нової Зеландії в 1976 році відбулося, і Спрінгбокс виграли його 3-1. Але воно відбулося майже одразу після заворушень у Совето, тому викликало хвилю міжнародного обурення. В результаті 28 африканських країн бойкотували Монреальську олімпіаду. Наступного року Британська співдружність підписала Ґлініґльську угоду, що засуджувала будь-які спортивні контакти з Південною Африкою. 
Під тиском міжнародної громадськості окремі регбійні союзи для білих та чорних в Південній Африці були об'єднані в 1977. Через чотири роки, в матчі проти Ірландії Еррол Тобіас став першим небілим південноафриканцем, що вийшов на поле в складі Спрінгбокс. Але в 1979 уряд Франції не допустив турне збірної Південної Африки в своїй країні. 

### Вісімдесяті
Британські леви відвідали Південну Африку з турне в 1980. Вони виграли всі 14 нетестових матчів, але поступилися в серії тестів 1-3. Збірна Нової Зеландії здійснила турне Південною Африкою в 1981, всупереч Ґлініґльській угоді. Вони виграли серію тестів 2-1, але міжнародне громадське обурення вийшло за рамки регбі. 
Шукаючи виходу зі спортивної ізоляції, південноафриканці запросили до себе команду Південноамериканських ягуарів, яка складалася в основному з аргентинських гравців. Збірна Аргентини з регбі завжди мала складнощі із організацією ігор проти сильних супротивників. Дві збірні зіграли між собою вісім матчів, які отримали статус тестових. 
У 1984 відбулося турне Англії, яка програла обидва тест-матчі. Тільки один англійський гравець відмовився від поїздки з політичних мотивів. Заплановане на 1985 турне новозеландців було зупинене верховним судом країни. Проте наступного року відбулося бунтарське турне команди під назвою «Кавалери». Вона не мала офіційної підтримки Новозеландського регбійного союзу, але в її складі не було тільки двох гравців, запрошених в запланований тур попереднього року. Спрінгбокс виграли серію тест-матчів 3-1. 
У 1989 відбулося міні турне Світової XV, санкціоноване IRB. До команди увійшли представники майже всіх націй, що грають регбі на найвищому рівні, крім новозеландців: 10 валійців, 8 французів, 6 австралійців, чотири англійці, шотландець та ірландець. 

### Дев'яності
Апартеїд було відмінено в 1990-1991 роках, і з 1992-го збірна Південної Африки знову отримала право проводити міжнародні матчі. Роки ізоляції позначилися на рівні гри, і на початку 90-х команду спіткала низка невдач. Свій перший матч після повернення Спрінгбокс програли All Blacks 24-27. Після серії програшів у турне Новою Зеландією 1994 року тренера Ієна Макінтоша було звільнено, й команду очолив Кіч Крісті.
Південна Африка, проте, отримала право проведення чемпіонату світу 1995. До чемпіонату світу збірна підійшла з дев'ятим місцем у рейтингу, але турнір сприяв об'єднанню всіх південноафриканців, білих і чорних, навколо команди. Спрінгбокс перемогли Австралію, Румунію, Канаду, Західне Самоа і Францію, й пробилися у фінал проти Нової Зеландії. У фінальній грі в додатковому часі південноафриканцям вдалося вирвати перемогу 15-12 завдяки дроп-голу Джоела Странскі. Одягнутий у футболку Спрінгбокс Нельсон Мандела вручив кубок капітану команди Франсуа Пієнару. Ця подія розцінюється як знак примирення між білими й чорними південноафриканцями і лягла в основу американського фільму «Нескорений». 
Період з 1995 по 1997 був для збірної ПАР провальним. Регбі залишалося значною мірою нереформованою сферою південноафриканського суспільства, і зміни проходили важко. У 1996 тренер Кіч Крісті, при якому Спрінгбокс виграли всі 16 тест-матчів, і який привів команду до перемоги в чемпіонаті світу, змушений був подати у відставку у зв'язку з лейкемією. В нових турнірах, організованих у 1990-х — Турнірі трьох націй та Супер-12 південноафриканці виступали погано. У 1996 році Нова Зеландія вперше виграла серію тест-матчів у Південній Африці. 
У 1997 тренера Андре Маркграффа звільнили через расистське висловлювання. Новий тренер, Карел дю Плессі програв серію тест-матчів під час турне Британських та ірландських левів 1997, а також Турнір трьох націй. Після його заміни Ніком Маллеттом справи пішли краще й турне Європою 1997 року команда завершила без поразок. У 1998 під керівництвом Маллетта Спрінгбокс здобули 17 перемог у тест-матчах поспіль, що було повторенням аналогічного досягнення збірної Нової Зеландії 1968-1969 років. На чемпіонаті світу 1999 Південна Африка зупинилася у півфіналі, програвши важкий матч Австралії. 

### Нове тисячоліття
У 2002 Спрінгбокс зазнали найбільш нищівної поразки в своїй історії. Вони програли збірній Англії 3-53. Ця поразка була не єдиною — впродовж 2002-2003 років Південну Африку громили Франція, Нова Зеландія і Шотландія. У збірної Аргентини Спрінгбокс виграли тільки одне очко. На чемпіонаті світу 2003 року збірна вибула у чвертьфіналі. 
Справи пішли краще з призначенням у 2004 нового тренера, Джейка Вайта. Спрінгбокс перемогли Ірландію в серії з двох тест-матчів та Уельс під час турне цих команд південною півкулею. Потім вони зуміли виграти Турнір трьох націй 2004 — найрівніший у історії. Спочатку Спрінгбокс програли з невеликим відставанням матчі в Новій Зеландії та Австралії, а потім, дома, взяли реванш із більшим рахунком, і, як наслідок, посіли перше місце за різницею забитих і пропущених. Восени 2004, під час турне Європою, Південна Африка програла Англії та Ірландії, здобула важку перемогу над Уельсом і впевнену над Шотландією. За підсумками сезону, Спрінгбокс були названі командою року, Джейк Вайт тренером року, а Шальк Бургер гравцем року. 
У 2005 Спрінгбокс здобули свою найбільшу перемогу в історії — над збірною Уругваю з рахунком 153-3, але в 2006 Волабіз розгромили їх 49 -0. 
У 2007 збірна Південної Африки знову виграла Чемпіонат світу. У підгрупі вони перемогли Самоа 59-7, Англію 36-0, Тонга 30-25, та США 64-15. У чвертьфіналі Спрінгбокс здолали Фіджі 37-20, а у півфіналі Аргентину 37-13. У фіналі Південна Африка виграла у Англії 15-6. 
У січні 2008 вперше тренером Спрінгбокс став небілий — Пітер де Вілльєр. Під керівництвом де Вілльєра в команду було включено 10 небілих гравців. Цей склад двічі переміг Уельс і один раз Італію, але його виступ у Турнірі трьох націй розчарував — тільки дві перемоги і останнє місце. Наприкінці року, під час турне по Британії вони перемогли Уельс та Шотландію і розгромили Англію. 
2009 рік став одним із найуспішніших в історії регбі в Південній Африці. Бокс виграли серію тест-матчів у Британських левів 2-1. У Турнірі трьох націй вони програли тільки одну гру — австралійцям у Брисбені. В результаті збірна Південної Африки зібрала всі можливі трофеї: звання чемпіонів світу, кубок переможців Турніру трьох націй, Кубок свободи, який розігрується між Південною Африкою і Новою Зеландією, Кубок виклику Мандели, який розігрується між Південною Африкою і Австралією та перше місце у світовому рейтингу. Але в кінці року під час турне Європою Спрінгбокс програли Франції, виграли в Італії, й поступилися Ірландії, втративши першу позицію в світовому рейтингу. 
У 2010 Спрінгбокс перемогли Уельс на «Мілленіумі» 34-31, переграли Францію у Кейптауні 42-17 і двічі Італію 29-13 та 55-11. Турнір трьох націй 2010 року вони, проте, розпочали невдало, двічі поступившись All Blacks. 
У 2019 та 2023 двічі підряд стає переможцями Кубку світу.  